# 親愛的亞當
《親愛的亞當》（英文：Dear Adam）為2022年播出的台灣偶像劇，由胡宇威、曾沛慈、孫可芳、吳岳擎主演。2022年5月15日起於八大戲劇台、LINE TV、Netflix、中華電信MOD、Hami Video首播。5月21日起MyVideo開始跟播。

## 播出時間

### 首播
| 頻道              | 所在地 | 播出日期      | 播出時間             | 備註                 |
| 八大戲劇台        | 臺灣   | 2022年5月15日 | 每週日 20:00 - 21:30 |                      |
| Netflix           | 臺灣   | 2022年5月15日 | 每週日 21:30上架     |                      |
| Hami Video        | 臺灣   | 2022年5月15日 | 每週日 21:30上架     | 非會員免費觀看第一集 |
| LINE TV           | 臺灣   | 2022年5月15日 | 每週日 21:30上架     | 非會員免費觀看第一集 |
| MOD               | 臺灣   | 2022年5月15日 | 每週日 21:30上架     |                      |
| CATCHPLAY+        | 新加坡 | 2022年5月15日 | 每週日 21:30上架     |                      |
| MyVideo           | 臺灣   | 2022年5月21日 | 每週六 20:00上架     | 需註冊會員即可觀看   |
| YouTube八大劇樂部 | 臺灣   | 2022年5月22日 | 每週日 00:00上架     | 非會員免費觀看第一集 |
| 八大綜合台        | 臺灣   | 2023年3月19日 | 每週日 22:00 - 23:30 |                      |

### 重播
| 頻道       | 所在地 | 播出日期是    | 播出時間             |
| 八大戲劇台 | 臺灣   | 2022年5月16日 | 每週一 00:00 - 01:30 |
| 八大戲劇台 | 臺灣   | 2022年5月21日 | 每週六 12:00 - 13:30 |
| 八大綜合台 | 臺灣   | 2023年3月25日 | 每週六 13:00 - 14:30 |

## 劇情大綱
隨著基因科技的發展，二十多年前那場來自「基因科學研究院」的都市傳說又被炒熱了起來。
少凡和蘇荷是當時被創造出的基因編輯寶寶，他們擁有凡人沒有的人工天賦。然而一旦他們是基因編輯寶寶的事實被公諸於世，成就越大，當真相曝光時的反作用力就會越大。而基因駭客組織「自由基」總是處心積慮地想證明基因編輯寶寶的存在，成員們還屢屢盜用價值不扉的基因專利療法提供給付不起錢的窮苦人使用，因此成為各大生技公司的眼中釘，這其中又以少凡的家族企業蔚海集團為最大苦主。
少凡費勁心思想要捉拿到自由基的首腦-宋品葳。然而在與品葳的幾次交手後，少凡慢慢認同了品葳的理念，同時少凡也看上了品葳的專才，要求品葳進蔚海工作換取蔚海集團不針對品葳之前的侵權採取法律行動。品葳雖然同意了少凡，但她其實是帶著秘密目的進蔚海的！而不久前品葳才收到來自少凡的堂哥死於意外的影片，影片中透露出的消息，都直指蔚海集團和基因編輯寶寶有所關連。這些疑團都讓品葳決定進蔚海集團挖出更多真相。
然而，少凡不知道的是，身為基因編輯寶寶的他，將會面臨前所未有的基因風暴；而少凡跟品葳都將在基因編輯的操控下錯失了自己最重要的東西，這漫天捲起的驚滔駭浪，卻將所有人帶往未知的方向……

## 演員陣容

### 主要演員
| 演員   | 角色            | 介紹 | 登場集數    |
| 胡宇威 | 任少凡          | 基因編輯寶寶，蔚海集團總經理兼二少爺 徐世蓮之幼子 任少天之弟弟 宋品葳之夫 宋恩允之繼父 蘇琪之青梅竹馬兼鍾情對象 任少洋之堂弟 掌握基因編輯技術的富二代，因擁有通過基因編輯的完美人設，所以從出生就註定不平凡 | 全劇        |
| 郭大睿 | 任少凡          | 童年的任少凡。 | 1-3,8,11    |
| 賴暟言 | 任少凡          | 3歲，幼年的任少凡。 | 1,7,9,11-13 |
| 曾沛慈 | 宋品葳          | 自由基老大，從小為孤兒 任少凡之妻 宋恩允之養母 蘇琪之情敵兼天敵 擁有博士與醫生的身分，痛恨基因編輯被掌握在權貴手上，主張將基因技術與弱勢共享的生技專家                                                      | 全劇        |
| 陳昭妃 | 宋品葳          | 童年的宋品葳。 | 2,5,7,9-10  |
| 孫可芳 | 蘇荷 (真：蘇琪) | 蔚海集團執行長，基因編輯人 任少凡之青梅竹馬並鍾情其 代替姊姊(蘇荷)的名字 於第11集被徐嘉樂刺傷身亡 | 1-11        |
| 吳岳擎 | 魏傑            | 自由基成員 標準的科技宅男 宋品葳之大學同學並鍾情其 汪姿婷之男友 | 全劇        |

### 次要演員
| 演員              | 角色   | 介紹 | 登場集數         |
| 周丹薇            | 徐世蓮 | 蔚海集團總裁 任少天，任少凡之母 一個為了追求完美到近乎偏執賠掉了自己的親情、愛情與家庭的孤傲老人 | 1-3,5-13         |
| 李運慶            | 任少天 | 蔚海集團大公子 徐世蓮之長子 任少凡之兄 喜歡張懷真 一個拼命想要證明自己價值，刷出自己存在感的無腦富二代 | 全劇             |
| 陳梓燊            | 任少天 | 童年的任少天。 | 3,11             |
| 鍾岳軒            | 徐嘉樂 | 自由基成員 張萌之初戀兼前夫，後復合 徐予晞（噗妹）之父 一心想做創作歌手的阿樂，在18歲那一年，他遇到了小他一歲的萌萌，倆人成為了彼此的初戀 | 1-12             |
| 陳璇              | 張萌   | 生生家醫護士，自由基成員 徐嘉樂之初戀兼前妻，後復合 徐予晞（噗妹）之母 17歲那年，天真單純沒見過世面的她在台下看見台上的才子阿樂，自彈自唱著自己創作的情歌時，她就愛上了阿樂                                                                                     | 全劇             |
| 陳家逵            | 趙惠生 | 蔚海集團行政部經理 蘇荷，蘇琪之舅舅 能力超群，但為了守護世上唯一的親人，不惜放棄實現個人成就，也只要蘇荷過得好 | 1-12             |
| 戴雅芝            | 宋恩允 | 王建勳、姜瑞竹之親生女兒 宋品葳之養女 任少凡之繼女 10歲，就讀微風小學四年愛班，熱愛棒球，喜歡冒險的獨立女孩 | 1-4,6-8,10,12-13 |
| 張勛傑 (特別演出) | 任少洋 | 第一代基因編輯寶寶 任少天，任少凡之堂哥 擁有常人沒有的天賦，卻也身心受盡煎熬 於第3集自殺身亡 | 2-3,6（回憶）,8  |
| 謝飛              | 任少洋 | 童年的任少洋。 | 3                |
| 夏騰宏 (特別演出) | 嚴力泓 | 基因編輯寶寶，人生勝利組 任少凡，蘇荷，唐肇陽，張懷真之好友 當年與少凡等人同一批的基因編輯寶寶之一 被趙惠生刺傷而身亡 | 2-3,5-6,8,10     |
| 陳信維 (特別演出) | 唐肇陽 | 基因編輯寶寶，人生勝利組 任少凡，蘇荷，嚴力泓，張懷真之好友 享受著基因編輯好處的富家公子哥，說話總帶著已經被寫進基因裡的傲氣與自信 | 2-5,7-8,10-11    |
| 鄭芯恩 (特別演出) | 張懷真 | 基因編輯寶寶，人生勝利組 任少凡，蘇荷，嚴力泓，唐肇陽之好友 任少天之鍾情對象 天之嬌女，聰明的花瓶又像個洋娃娃，因此旁人不太敢接近，說起話也總帶一點不食人間煙火的味道，因為腦子快又機靈，所以對動作反應慢的人不太有耐心，也喜歡在同儕聚會時嘲笑那些眼中的笨凡人 | 2-5,7-8,10-11    |

### 其他演員
| 演員   | 角色     | 介紹                                               | 登場集數     |
| 劉國劭 | 肥腦     | 綁架任少天的綁匪。                                 | 1            |
| 林宇凱 | 阿西     | 綁架任少天的綁匪。                                 | 1            |
| 張家豪 | 肥九     | 綁架任少天的綁匪。                                 | 1            |
| 宋城希 | 老師     | 宋恩允的老師                                       | 1,3-4        |
| 童毅軍 | 麗雯爸爸 | 麗雯之父                                           | 2            |
| 林羽葶 | 麗雯     | 患有萊伯氏先天性黑矇症                             | 2            |
| 林志儒 | 曾老闆   | 宋品葳的叔叔                                       | 6            |
| 吳昆達 | 貝家威   | 貝老 蔚海集團前技術長                              | 5,7-12       |
| 江宜汾 | 李佩綺   | 視野電視台主播                                     | 10-12        |
| 王渝萱 | 汪姿婷   | 23歲，患有瓦登伯革氏症候群，而造成失聰 魏傑之女友  | 13           |
| 李宸希 | 宋品芊   | 宋品葳的妹妹，血衣女孩 童年的宋品芊 任少凡的對照組 | 1-3,5-7,9-12 |
| 林妍姍 | 妍妍     | 艾嘉惠之女                                         | 1-2,4        |
| 蔡雨霏 | 蘇荷     | 蘇琪的姐姐 少女的蘇荷，已過世                      | 10-11        |
| 蕭晴曦 | 蘇琪     | 蘇荷的妹妹 童年的蘇琪                              | 10-11        |

### 特別演出
| 演員   | 角色     | 介紹                                                    | 登場集數 |
| 楊慶煌 | 任朝昆   | 任少洋之父                                              | 2-3,9    |
| 陶傳正 | 任爺爺   | 任少洋、任少天與任少凡的爺爺                            | 2        |
| 應采靈 | 麗雯媽媽 | 麗雯之母                                                | 2        |
| 楊小黎 | 艾嘉惠   | 艾媽媽 小孩患有罕病的媽媽                               | 1-2,4    |
| 李辰翔 | 廖有志   | 賣藥的騙子                                              | 1,4      |
| 曾少宗 | 王建勳   | 宋品葳的學長，曾被其暗戀 姜瑞竹之夫 宋恩允之父 車禍過世 | 7        |
| 魏如昀 | 姜瑞竹   | 宋品葳的大學同學兼好友 宋恩允之母 乳癌過世              | 7        |
| 嚴浩   | 俊毅     | 刑警 宋品葳的朋友                                       | 10-12    |
| 陳庭瑄 | 梁小潔   | 任少凡的前女友                                          | 5        |

## 電視劇歌曲
原聲帶由福茂唱片製作發行。
| 曲別   | 歌名           | 演唱者 | 作詞                 | 作曲                 |
| 片頭曲 | 黑天鵝         | 童雲晞 | 非非                 | 曾婷                 |
| 片尾曲 | 遇見你之前     | 陳佩賢 | 達西Darcy            | 達西Darcy            |
| 插曲   | 懸空           | 陳宇祥 | 佳旺、傅健穎、許媛婷 | 佳旺、傅健穎、許媛婷 |
| 插曲   | 牽著你         | 曾昱嘉 | 曾昱嘉               | 曾昱嘉               |
| 插曲   | 我需要一些孤獨 | 曾沛慈 | 葛大為               | 林家謙               |

## 每集列表
| 集數 | 首播日期      | 標題               |
| 01   | 2022年5月15日 | 當凡人偷裝了翅膀   |
| 02   | 2022年5月22日 | 欠我的悲傷         |
| 03   | 2022年5月29日 | 家族淘汰           |
| 04   | 2022年6月5日  | 日常是座高牆       |
| 05   | 2022年6月12日 | 誰擁有買來的基因？ |
| 06   | 2022年6月19日 | 貪婪的懲罰         |
| 07   | 2022年6月26日 | 拼湊家庭           |
| 08   | 2022年7月3日  | 我的孩子有問題     |
| 09   | 2022年7月10日 | 自私的基因         |
| 10   | 2022年7月17日 | 原罪的救贖         |
| 11   | 2022年7月24日 | 歧視的戰爭         |
| 12   | 2022年7月31日 | 完美？缺陷         |
| 13   | 2022年8月7日  | 基因是最弱的遺傳   |

## 外部連結
- 官方网站－八大
- 八大原創戲劇的Facebook專頁
- 在Netflix上觀看《親愛的亞當》

| 臺灣 八大戲劇台 每週日 20:00－21:30                                              | 臺灣 八大戲劇台 每週日 20:00－21:30                                           | 臺灣 八大戲劇台 每週日 20:00－21:30                               |
| -------------------------------------------------------------------------------- | ----------------------------------------------------------------------------- | ----------------------------------------------------------------- |
|                                                                                  | 親愛的亞當 （2022年5月15日－2022年8月7日）                                    |                                                                   |
| 植劇場－花甲男孩轉大人（重播） （20:00 - 22:00） （2022年3月13日－2022年5月8日） | 她們創業的那些鳥事（重播） （20:00 - 22:00） （2022年8月14日－2023年2月12日） |                                                                   |
| 臺灣 八大綜合台 每週日 22:00－23:30                                              |                                                                               |                                                                   |
| 最佳利益 （22:00 - 24:00） （2023年1月1日－2023年3月5日）                        | 親愛的亞當 （2023年3月19日－2023年6月11日）                                   | 不良執念清除師 （22:00 - 24:00） （2023年6月18日－2023年7月30日） |